# Doux, Deux-Sèvres

Doux este o comună în departamentul Deux-Sèvres, Franța. În 2009 avea o populație de 245 de locuitori.